# Bourguignon-lès-Conflans
Bourguignon-lès-Conflans är en kommun i departementet Haute-Saône i regionen Bourgogne-Franche-Comté i östra Frankrike. Kommunen ligger i kantonen Vauvillers som tillhör arrondissementet Lure. År 2022 hade Bourguignon-lès-Conflans 136 invånare.

## Befolkningsutveckling
Antalet invånare i kommunen Bourguignon-lès-Conflans
| Referens: INSEE |